# Beñat
Beñat oder Benat ist ein baskischer männlicher Vorname.
Es ist die baskische Form des Namens Bernhard.
Bekannte Namensträger sind:
- Beñat (Fußballspieler) (Beñat Etxebarria Urkiaga; * 1987), spanischer Fußballspieler
- Beñat Albizuri (* 1981), spanischer Radrennfahrer
- Beñat Intxausti (* 1986), spanischer Radrennfahrer
- Beñat San José (* 1979), spanischer Fußballtrainer